# Notanisus oulmesiensis
Notanisus oulmesiensis är en stekelart som först beskrevs av Vittorio Luigi Delucchi 1962.  Notanisus oulmesiensis ingår i släktet Notanisus och familjen puppglanssteklar. Inga underarter finns listade i Catalogue of Life.